# كريس أوستين (سياسي)
كريس أوستين هو سياسي كندي، ولد في 1979 في هاميلتون في كندا. نشط حزبياً في People's Alliance of New Brunswick ‏.